# Seseli virgatum
Seseli virgatum är en flockblommig växtart som beskrevs av Giovanni Gussone, Adriano Fiori och Augusto Béguinot. Seseli virgatum ingår i släktet säfferötter, och familjen flockblommiga växter. Inga underarter finns listade i Catalogue of Life.